# Vézeronce-Curtin
Pour les articles homonymes, voir Vézéronce (homonymie).
Vézeronce-Curtin est une commune du département de l'Isère, dans la région Auvergne-Rhône-Alpes, en France.
Ancien membre de la communauté de communes du Pays des Couleurs, la commune a rejoint le 1er janvier 2017 la communauté de communes Les Balcons du Dauphiné, dont le territoire occupe la pointe septentrionale du département de l'Isère. Ses habitants sont dénommés les Vézerontins.

## Géographie

### Situation et description
Le village de Vézeronce-Curtin est une commune à l'aspect essentiellement rural qui se positionne entre Morestel et Voiron dans le département français de l'Isère, dans la région naturelle du Bas-Dauphiné, dénommé également sous le terme de Nord-Isère.

### Climat
Pour des articles plus généraux, voir Climat d'Auvergne-Rhône-Alpes et Climat de l'Isère.
En 2010, le climat de la commune est de type climat océanique altéré, selon une étude du Centre national de la recherche scientifique s'appuyant sur une série de données couvrant la période 1971-2000. En 2020, Météo-France publie une typologie des climats de la France métropolitaine dans laquelle la commune est exposée à un climat de montagne ou de marges de montagne et est dans la région climatique  Alpes du nord, caractérisée par une pluviométrie annuelle de 1 200 à 1 500 mm, irrégulièrement répartie en été.
Pour la période 1971-2000, la température annuelle moyenne est de 11,5 °C, avec une amplitude thermique annuelle de 17,9 °C. Le cumul annuel moyen de précipitations est de 1 143 mm, avec 9,7 jours de précipitations en janvier et 7 jours en juillet. Pour la période 1991-2020, la température moyenne annuelle observée sur la station météorologique de Météo-France la plus proche, « Montagnieu », sur la commune de Montagnieu à 16 km à vol d'oiseau, est de 12,4 °C et le cumul annuel moyen de précipitations est de 1 099,9 mm,. Pour l'avenir, les paramètres climatiques de la commune estimés pour 2050 selon différents scénarios d'émission de gaz à effet de serre sont consultables sur un site dédié publié par Météo-France en novembre 2022.

### Voie de communication
La route nationale 75 était une route nationale française reliant Bourg-en-Bresse à Sisteron. Cette route, qui a été déclassée en route départementale (RD 1075) en 2006, traverse la commune selon un axe nord-sud.

## Urbanisme

### Typologie
Au 1er janvier 2024, Vézeronce-Curtin est catégorisée commune rurale à habitat dispersé, selon la nouvelle grille communale de densité à sept niveaux définie par l'Insee en 2022.
Elle appartient à l'unité urbaine de La Tour-du-Pin, une agglomération intra-départementale regroupant 15  communes, dont elle est une commune de la banlieue,,. La commune est en outre hors attraction des villes,.

### Occupation des sols
L'occupation des sols de la commune, telle qu'elle ressort de la base de données européenne d’occupation biophysique des sols Corine Land Cover (CLC), est marquée par l'importance des territoires agricoles (64,1 % en 2018), en diminution par rapport à 1990 (67,3 %). La répartition détaillée en 2018 est la suivante : 
zones agricoles hétérogènes (36,5 %), terres arables (24,1 %), forêts (18,3 %), zones urbanisées (13,1 %), prairies (3,5 %), milieux à végétation arbustive et/ou herbacée (2,2 %), zones humides intérieures (2,2 %). L'évolution de l’occupation des sols de la commune et de ses infrastructures peut être observée sur les différentes représentations cartographiques du territoire : la carte de Cassini (XVIIIe siècle), la carte d'état-major (1820-1866) et les cartes ou photos aériennes de l'IGN pour la période actuelle (1950 à aujourd'hui).

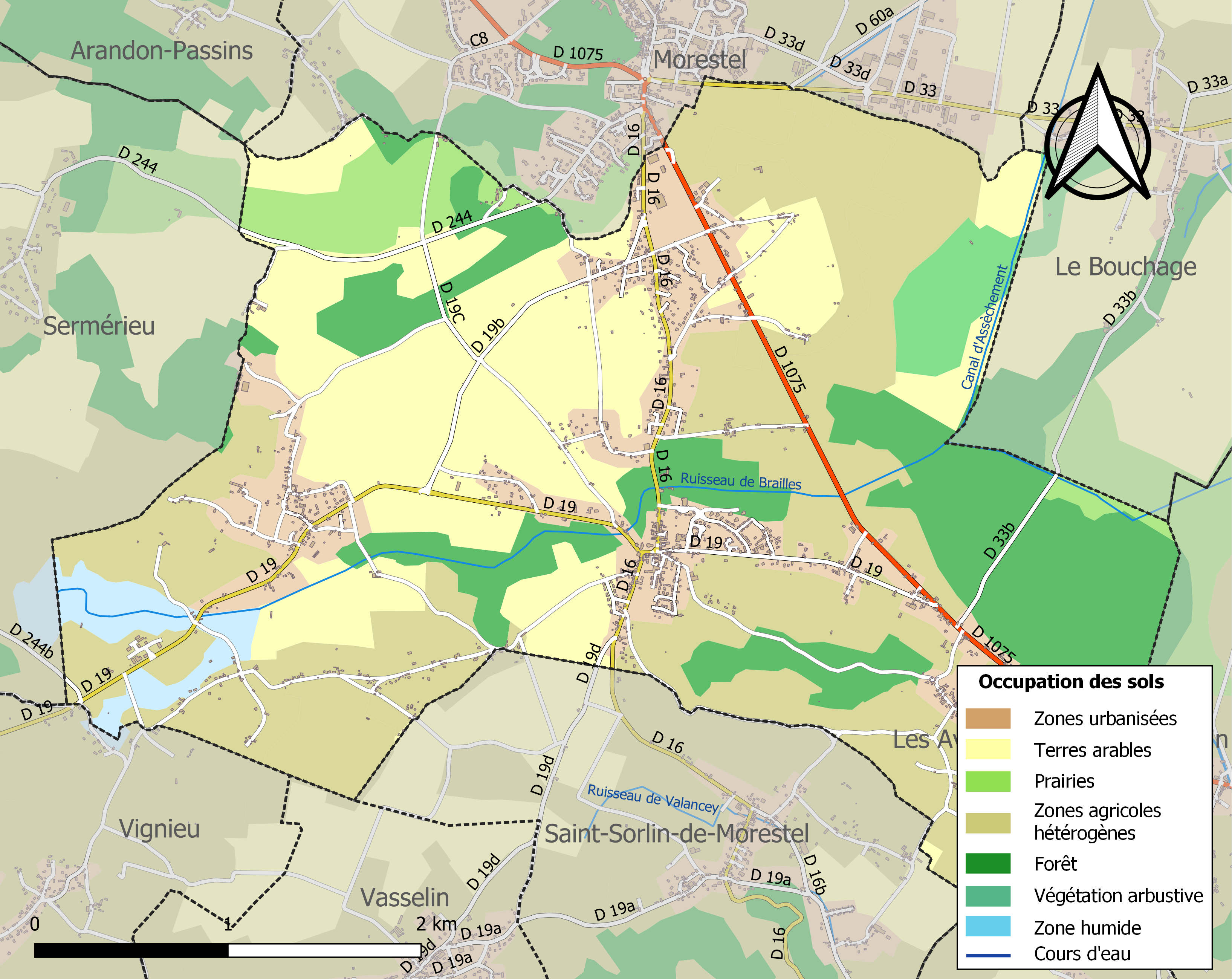
Carte des infrastructures et de l'occupation des sols de la commune en 2018 (CLC).

### Risques naturels et technologiques majeurs

#### Risques sismiques
L'ensemble du territoire de la commune de Vézeronce-Curtin est situé en zone de sismicité no 3 (sur une échelle de 1 à 5), comme la plupart des communes de son secteur géographique.
| Type de zone | Niveau            | Définitions (bâtiment à risque normal) |
| ------------ | ----------------- | -------------------------------------- |
| Zone 3       | Sismicité modérée | accélération = 1,1 m/s2                |

## Toponymie
Le nom du village de Vézeronce évolue au cours du temps en Vezerantia, Vizorontia ,
Vizerontinum, Visroncia pour Grégoire de Tours, Viseroncia pour Marius,
évêque d’Avenches et Véseroncia pour Frédégaire à la période de la bataille de Vézeronce.
Vézeronce est une commune issue du démembrement du mandement (circonscription
administrative seigneuriale) du Bouchage en 1790.
Le nom du village de Curtin vient de Curtinus, provenant de « jardin » en latin.
Curtin faisait partie, avec l’actuel hameau de Charray, du mandement de Morestel, jusqu’à la
Révolution française.

## Histoire

### Antiquité
Le 25 juin 524, la bataille de Vézeronce vit la rencontre des armées de Clodomir et ses frères, fils de Clovis, et de l'armée burgonde. Clodomir fut tué au cours de la bataille. Les avis divergent sur son issue mais les Burgondes restèrent maîtres du champ de bataille et leur royaume ne fut détruit par les Francs que dix ans plus tard (534). Cet affrontement reste cependant une date importante dans l'optique de l'unité du pays. Un odonyme local (rue de l'An-524) rappelle cet événement.

### Moyen Âge
Le pèlerinage dit de « la Milin » à Curtin. Ce pèlerinage a des origines médiévales : la légende dit que trois croisés partis aux Croisades se trouvèrent pris dans une tempête et firent vœu, s'ils en réchappaient, d'instituer un pèlerinage en l'honneur de la Vierge à la moitié de l'an en septembre sous le calendrier julien en usage à cette époque. D'où le nom de « mi-l'in » (« Mi l'an » en patois). Une Vierge datant de la fin du XVe siècle de facture art populaire anciennement polychrome est vénérée dans l'église de Curtin et une grande manifestation religieuse le premier dimanche de septembre fête la Milin.

### Époque contemporaine
En 1870, la découverte d'un casque d'apparat d'art byzantin très bien conservé, dit Casque de Vézeronce, du type de Baldenheim, du nom d'une découverte faite dans cette commune d'Alsace est effectué sur le territoire de la commune. Il est actuellement propriété de la ville de Grenoble et visible au musée de l'Ancien Évêché de Grenoble quand il ne circule pas dans une exposition en Europe.
Le 1er janvier 1973, fusion des anciennes communes de Vézeronce et Curtin.

## Politique et administration

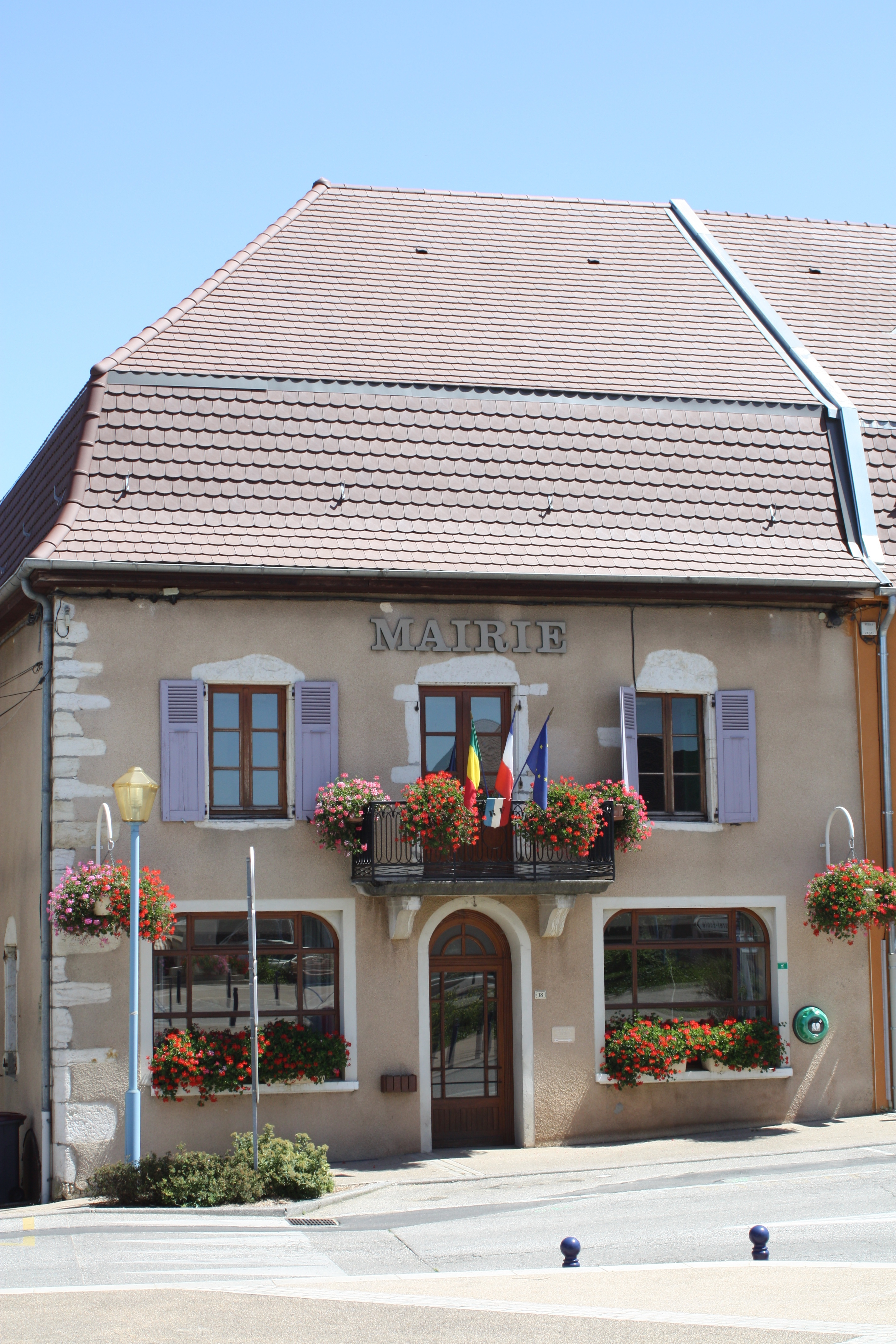
La mairie.

### Liste des maires
| Période                                  | Période   | Identité         | Étiquette | Qualité |
| ---------------------------------------- | --------- | ---------------- | --------- | ------- |
| mars 1989                                | mars 2001 | Jean Roux        |           |         |
| mars 2001                                | En cours  | Maurice Belantan | DVG       | Employé |
| Les données manquantes sont à compléter. |           |                  |           |         |

## Population et société

### Démographie
L'évolution du nombre d'habitants est connue à travers les recensements de la population effectués dans la commune depuis 1793. Pour les communes de moins de 10 000 habitants, une enquête de recensement portant sur toute la population est réalisée tous les cinq ans, les populations de référence des années intermédiaires étant quant à elles estimées par interpolation ou extrapolation. Pour la commune, le premier recensement exhaustif entrant dans le cadre du nouveau dispositif a été réalisé en 2007.

En 2022, la commune comptait 2 217 habitants, en évolution de +5,72 % par rapport à 2016 (Isère : +3,07 %, France hors Mayotte : +2,11 %).
| 1793 | 1800 | 1806 | 1821  | 1831  | 1836  | 1841  | 1846  | 1851  |
| ---- | ---- | ---- | ----- | ----- | ----- | ----- | ----- | ----- |
| 800  | 792  | 839  | 1 007 | 1 211 | 1 241 | 1 263 | 1 304 | 1 281 |

| 1856  | 1861  | 1866  | 1872  | 1876  | 1881  | 1886  | 1891  | 1896  |
| ----- | ----- | ----- | ----- | ----- | ----- | ----- | ----- | ----- |
| 1 282 | 1 273 | 1 259 | 1 309 | 1 340 | 1 259 | 1 201 | 1 211 | 1 210 |

| 1901  | 1906  | 1911  | 1921 | 1926 | 1931 | 1936 | 1946 | 1954 |
| ----- | ----- | ----- | ---- | ---- | ---- | ---- | ---- | ---- |
| 1 137 | 1 156 | 1 082 | 977  | 920  | 910  | 832  | 744  | 737  |

| 1962 | 1968 | 1975 | 1982  | 1990  | 1999  | 2006  | 2007  | 2012  |
| ---- | ---- | ---- | ----- | ----- | ----- | ----- | ----- | ----- |
| 710  | 689  | 837  | 1 208 | 1 320 | 1 509 | 1 634 | 1 651 | 1 917 |

| 2017  | 2022  | - | - | - | - | - | - | - |
| ----- | ----- | - | - | - | - | - | - | - |
| 2 129 | 2 217 | - | - | - | - | - | - | - |

### Enseignement
La commune est rattachée à l'académie de Grenoble.

### Équipement social et médico-social
La résidence du Clos des Tilleuls est un établissement pour séniors non médicalisé. Cette maison de retraite a défrayé la chronique en juin 2024, le gestionnaire de la résidence ayant été placé en liquidation judiciaire, les 42 pensionnaires risquent d'être expulsés. Un dossier de reprise en gestion a finalement été déposé le 12 juillet 2024.

### Médias
Historiquement, le quotidien à grand tirage Le Dauphiné libéré consacre, chaque jour, y compris le dimanche, dans son édition du Nord-Isère, un ou plusieurs articles à l'actualité à la communauté de communes, quelquefois à la commune, ainsi que des informations sur les éventuelles manifestations locales, les travaux routiers, et autres événements divers à caractère local.

## Économie
La commune se situe dans les zones d'appellations suivantes, décernées par l'INAO :
- Fromage
  - IGP Emmental français Est Central (Label Rouge).
- Volaille
  - IGP Volailles de l’Ain (Label Rouge : poulet cou nu jaune fermier de l'Ain, entier et découpes ; pintade fermière et découpe ; poulet cou nu blanc fermier de l'Ain entier et découpe ; poulet cou nu noir fermier de l'Ain entier et découpe ; dinde fermière de Noël ; chapon fermier).
- Vins
  - IGP Comtés Rhodaniens blanc.
  - IGP Comtés Rhodaniens rosé.
  - IGP Comtés Rhodaniens rouge.
  - IGP Isère blanc.
  - IGP Isère rosé.
  - IGP Isère rouge.

## Culture et patrimoine

### Patrimoine religieux

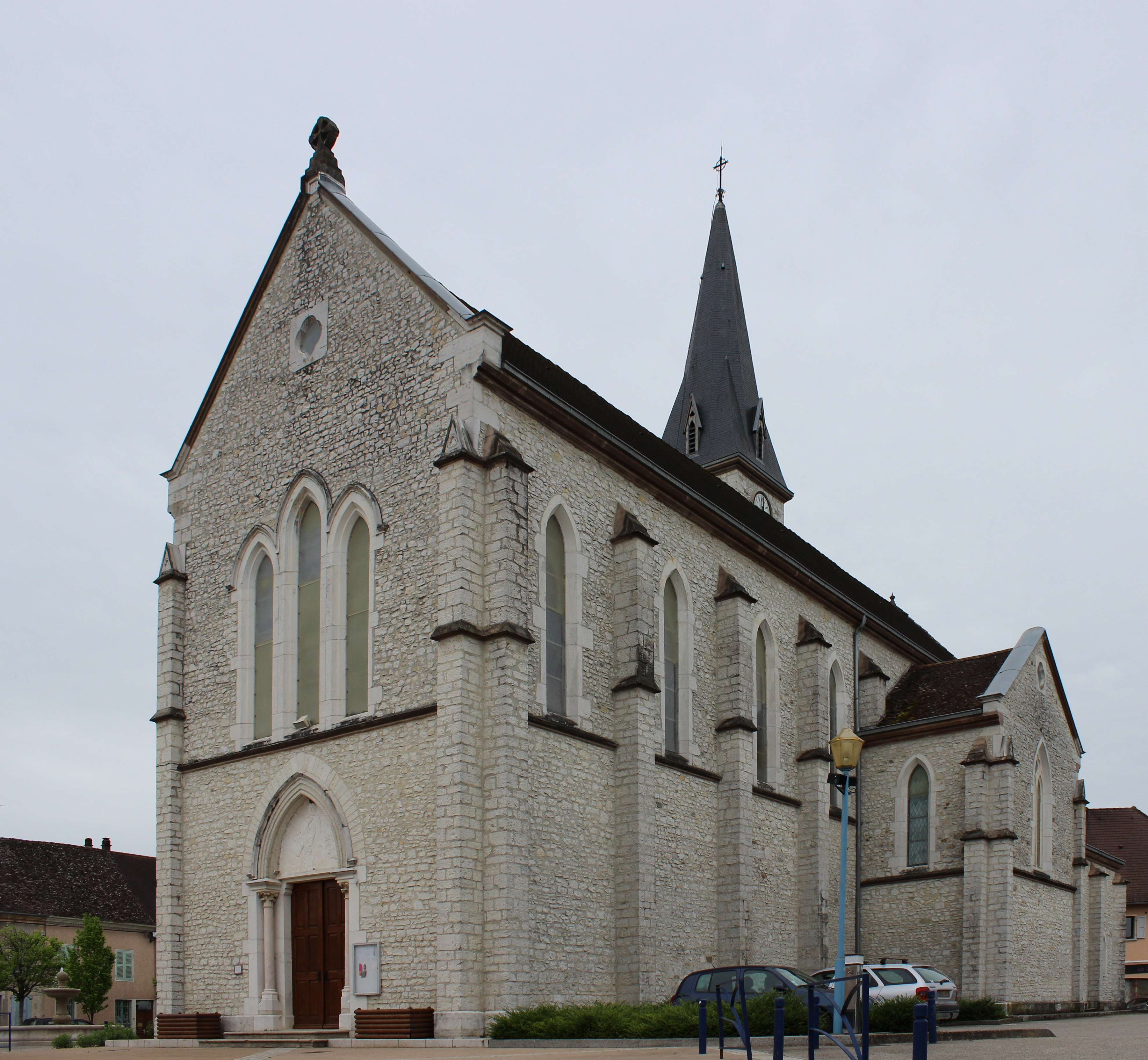
L'église Saint-Laurent.

- Église paroissiale Saint-Laurent à Vézeronce, reconstruite en 1859-1860 par l'architecte Alfred Berruyer, sur l'emplacement de l'ancienne église. En 1861, le beffroi est construit et la cloche installée. L'église est entièrement rénovée en 1992-1993.
- Église de la Nativité-de-Notre-Dame de Curtin, érigée sur un emplacement proche de l’ancienne église Saint Jean-Baptiste. La construction (1873-1877) est, en grande partie, financée par les ventes de tourbe de la commune. L’architecture est de style néo-roman. L'intérieur est restauré en 1976, la flèche du clocher en 1990 et les deux statues de la Vierge à l’Enfant en 2011.

### Patrimoine civil
- Vestiges de la tour de Charray, du XIIIe siècle[23].

### Personnalités liées à Vézeronce-Curtin
- François Faroud (1885-1963), prélat né à Curtin

### Héraldique
| Blason | Blasonnement : D'azur au casque d'argent clouté d'or. |